# Factor neurotròfic derivat del cervell
El factor neurotròfic derivat del cervell o BDNF (per abreviatura de l'anglès brain-derived neurotrophic factor) és una proteïna que promou la supervivència, el desenvolupament i la funció de les neurones. Forma part de la familia de les neurotrofines, els factors de creixement neurotròfics.
El BDNF activa el receptor tirosina-cinasa TrkB.

## Síntesi
Com el seu nom indica, el factor de creixement derivat del cervell és una proteïna sintetitzada als somes de les neurones i a la glia de tot l'encèfal, especialment a l'hipocamp i l'escorça cerebral. El gen humà del BDNF codifica una proteïna en forma de precursor, anomenat pre-pro-BDNF. Aquest pèptid és processat per dues proteòlisis que, seqüencialment, donen lloc al pro-BDNF i, finalment, al BDNF madur. El BDNF madur està format per 119 aminoàcids (14 kDa) i és la forma activa que uneix el receptor TrkB. Tant el pro-BDNF com el BDNF madur són molècules de secreció alliberades al medi extracel·lular, on realitzen funcions diferents sobre el teixit nerviós.
Les neurones secreten BDNF mitjançant l'exocitosi, dins d'unes vesícules especials: les vesícules de nucli dens. Aquestes vesícules s'alliberen a les terminacions neuronals amb un mecanisme calci-depenent però, a diferència de les vesícules sinàptiques, es generen al soma, on acumulen neuropèptids de nova síntesi i alliberats a les terminacions neuronals.

## Mecanisme
El BDNF madur activa el receptor tirosina-cinasa TrkB. En canvi, el pèptid precursor pro-BDNF uneix preferentment el receptor de neurotrofines p75 o (p75NTR).

## Descobriment
El primer factor de creixement en ser descobert va ser el factor de creixement nerviós o NGF, per Rita Levi-Montalcini i Stanley Cohen a la dècada del 1950. Durant les següents dècades, es va identificar l'existència de d'alguns medis cel·lulars i molècules que també promovien el creixement cel·lular. La caracterització del BDNF s'apropa l'any 1978, quan Y. A. Barde i cols. publiquen que el medi de cultiu cel·lular de cèl·lules de glioma conté una substància o factor, diferent del NGF, amb capacitat per fer créixer les neurites de neurones sensorials. Aquest treball desafiava la idea que el NGF era la única molècula amb aquesta propietat. En els treballs subseqüents, aquest factor va ser aïllat i designat com factor neurotròfic derivat del cervell o BDNF l'any 1988. El BDNF va ser la segona neurotrofina en ser descoberta. Actualment, els membres d'aquesta família de factors tròfics del sistema nerviós són el NGF, la neurotrofina 3 (NT-3) i la neurotrofina 4/5 (NT-4/5).